# رامر (آلاباما)
رامر (به انگلیسی: Ramer) یک منطقهٔ مسکونی در ایالات متحده آمریکا است که در آلاباما واقع شده‌است. رامر ۱۴۲٫۹۵ متر بالاتر از سطح دریا واقع شده‌است.